# Bradford
Bradford, thành phố ở hạt đô thị của Tây Yorkshire, phía Bắc Anh. Thành phố được thành lập năm 1974 và hợp nhất các thị xã Keighley và Shipley, có sông Aire. Bradford là trung tâm sản xuất sợi len và mua bán len lông cừu. Ngoài ra thành phố Bradford cũng chế tạo máy móc và hàng lông. Ngành chăn nuôi bò sữa và chế biến sữa nằm ở khu vực Tây Bắc của thành phố. Bradford có Đại học Bradford và nhiều trường kỹ thuật. Thành phố có Nhà thờ lớn Saint Peter, một công trình thế kỷ 15. Trước thế kỷ 13, Bradford đã là một trung tâm chợ buôn bán lông cừu. Cuối thế kỷ 18, nhà máy len lông cừu đầu tiên chạy bằng hơi nước của cộng đồng đã được thiết lập ở đây. Ngành sản xuất sợi len bắt đầu thống trị công nghiệp của Bradford giữa thế kỷ 19 và khiến thành phố phát triển nhanh.